# Buddhizmus Irakban
A buddhizmus Irakban kisebbségi vallásnak számít. Becslések szerint a lakosság kevesebb, mint 0,1%-a buddhista Irakban.

## Története
Történelmileg az ország északi részén a mongolok által kerültek kapcsolatba a területen élők a buddhizmussal, délen pedig a görög-indiai hajóskereskedelem juttatta el a történelmi buddha által indított vallást. Dzsingisz mongol nagykán egyik unokája, Kubiláj mongol nagykán (1260–95 körül) karolta fel a buddhizmust, amely hivatalos státuszt kapott az ilhán-dinasztia megalapítója, Hülegü ilhán (1256–65 körül) idején.
Iszlám szerzők, például Mas‘ūdī (10. század) vagy al-Bīrūnī (10-11. század), egy rejtélyes indiai vallásról számolnak be, amely Iránon túl is elértek, Irakon át egészen Szíriáig. Tudósok arra következtettek, hogy a fent említett iszlám írók egyértelműen a buddhizmusra utaltak.